# 密歇根瘦獅子魚
密歇根瘦獅子魚，為輻鰭魚綱鮋形目杜父魚亞目獅子魚科的其中一種，分布於中東太平洋墨西哥Guadalupe島海域，棲息深度可達1000公尺，體長可達5.9公分，為深海底棲性魚類，屬肉食性，生活習性不明。

## 擴展閱讀
維基物種上的相關：密歇根瘦獅子魚